# Borsele
Borsele (phát âmⓘ) là một đô thị ở tây nam Hà Lan bên Zuid-Beveland.

## Các trung tâm dân số
Baarland, Borssele, Driewegen, Ellewoutsdijk, 's-Gravenpolder, 's-Heer Abtskerke, 's-Heerenhoek, Heinkenszand, Hoedekenskerke, Kwadendamme, Lewedorp, Nieuwdorp, Nisse, Oudelande và Ovezande.